# Ronde van Italië 2022/Twintigste etappe
De twintigste etappe van de Ronde van Italië 2022 wordt verreden op zaterdag 28 mei van Belluno naar de Fedaiapas. Het betreft een bergetappe over 167 kilometer.

## Uitslagen
| Belluno – Passo Fedaia (167,0 km) |      |       |      |
| Plaats                            | Naam | Ploeg | Tijd |
| 1                                 |      |       |      |
| 2                                 |      |       |      |
| 3                                 |      |       |      |

| Algemeen klassement |      |       |      |
| Plaats              | Naam | Ploeg | Tijd |
| Roze trui           |      |       |      |
| 2                   |      |       |      |
| 3                   |      |       |      |

## Opgaven
- David de la Cruz (Astana Qazaqstan):

1e etappe ·
2e etappe ·
3e etappe ·
4e etappe ·
5e etappe ·
6e etappe ·
7e etappe ·
8e etappe ·
9e etappe ·
10e etappe ·
11e etappe ·
12e etappe ·
13e etappe ·
14e etappe ·
15e etappe ·
16e etappe ·
17e etappe ·
18e etappe ·
19e etappe ·
20e etappe ·
21e etappe
Startlijst · Eindstanden · Afbeeldingen